# Кокович, Илья Игоревич
Илья Игоревич Кокович (род. 15 июня 1988, Москва) — российский самбист и дзюдоист, чемпион и призёр чемпионатов России по самбо и дзюдо, призёр чемпионата мира по самбо, Мастер спорта России международного класса по самбо, Мастер спорта России по дзюдо. Выступал в 1-й средней весовой категории (до 82 кг).

## Спортивные результаты

### Дзюдо
- Чемпионат России по дзюдо 2007 — ;
- Чемпионат России по дзюдо 2011 — ;
- Чемпионат России по дзюдо 2013 — ;
- Открытый Кубок Европы по дзюдо 2014 — ;

### Самбо
- Первенство России по самбо 2006 — ;
- Первенство мира по самбо 2006 — ;
- Первенство России по самбо 2010 — ;
- Первенство России по самбо 2011 — ;
- Кубок России по самбо 2009 — ;
- Кубок мира по самбо 2012 — ;
- Чемпионат России по самбо 2015 — ;
- Чемпионат России по самбо 2017 — ;
- Чемпионат России по самбо 2018 — ;